# Rue Irénée-Blanc
La rue Irénée-Blanc est une voie du 20e arrondissement de Paris, en France.

## Situation et accès
La rue Irénée-Blanc est une voie publique située dans le 20e arrondissement de Paris. Elle débute rue Mondonville et se termine rue Pierre-Mouillard. La rue fait partie du lotissement la Campagne à Paris ; elle est, comme les autres rues de ce lotissement, entièrement bordée de petites maisons de ville.
Ce site est desservi par la ligne 3 à la station Porte de Bagnolet.

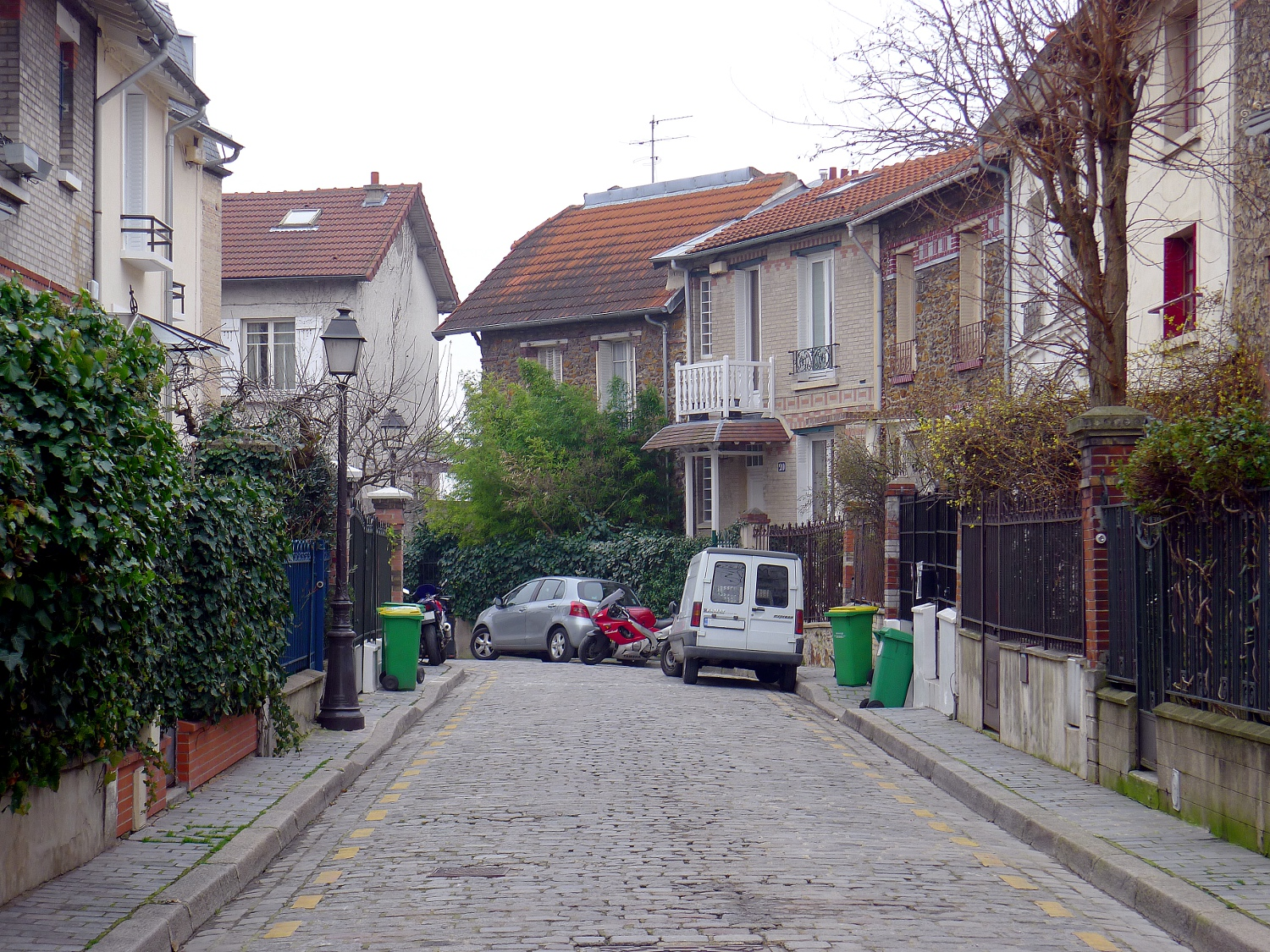
La rue en hiver.
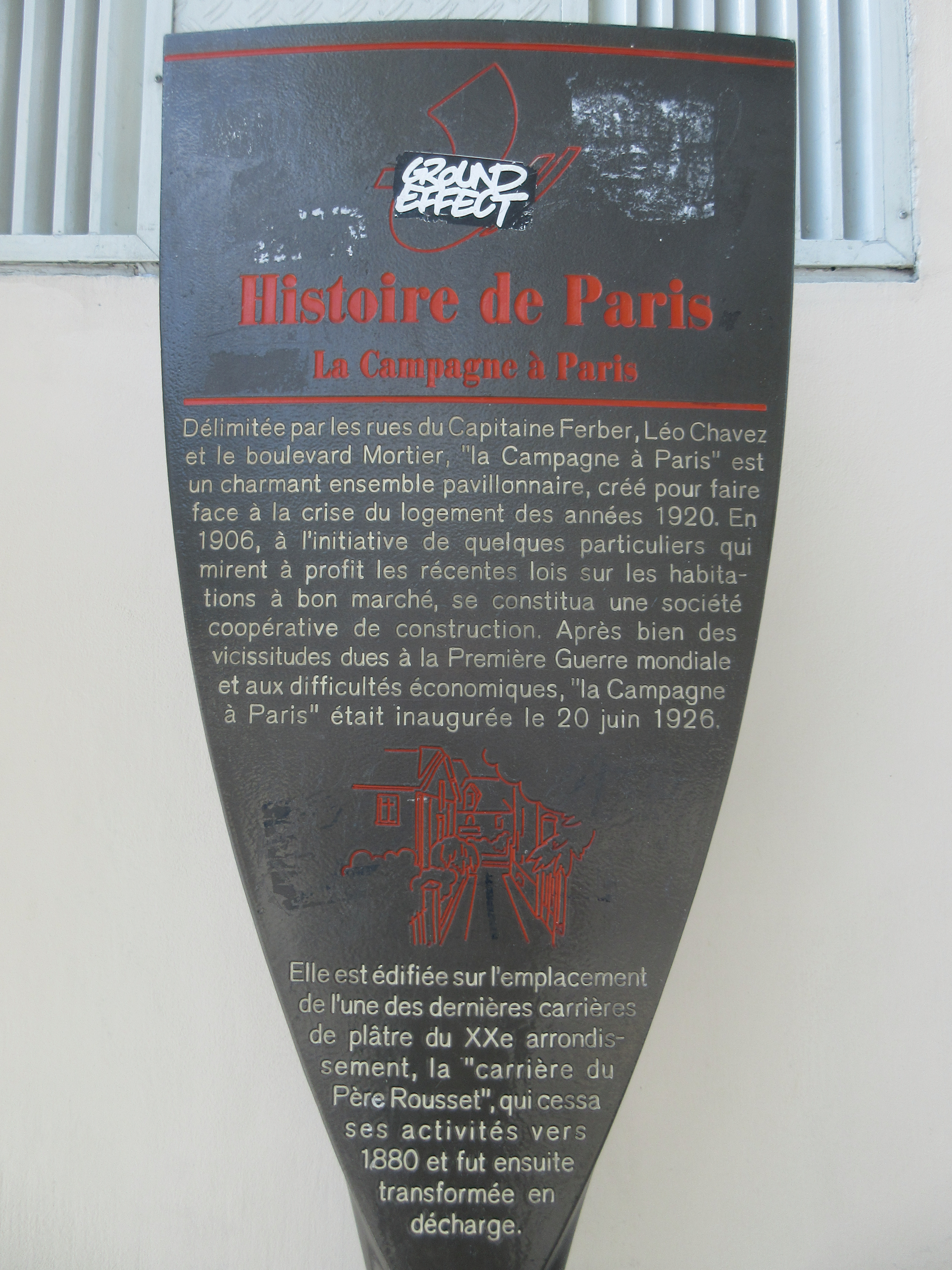
Panneau Histoire de Paris « La Campagne à Paris »

## Origine du nom
Elle porte le nom d'Irénée Blanc, président de la société immobilière la Campagne à Paris, qui a ouvert cette voie.

## Historique
Cette voie est ouverte sous sa dénomination actuelle en 1911 dans le lotissement pavillonnaire « La Campagne à Paris ».